# Prieuré Saint-Gilles-du-Verger d'Angers
Le prieuré Saint-Gilles-du-Verger était situé à Angers, en Maine-et-Loire.

## Fondation
L'évêque Ulger (1125-1148) concède en 1136 aux moines de Marmoutier un verger appartenant en propre à l'évêché, à charge pour les moines d'y bâtir une église, un hospice et un cimetière (Archives départementales de Maine-et-Loire, charte G 785 fo  8).

## Perte de fonction religieuse
Le prieuré a disparu en tant qu'institution, mais la chapelle est toujours en fonction (elle est l'actuel Temple réformé).

## Évolution du vocable
- Le prieuré était dédié à Gilles, mais la chapelle était dédiée à Éloi. Avec le temps ce dernier vocable a fini par devenir le vocable courant.
- L'ajout de « du verger » rappelle le statut originel du terrain où est installé le prieuré.

## Évolution du statut durant la période d'activité
L'établissement a toujours été un prieuré.